# Башич, Азра
Азра Башич, урождённая Алешевич (хорв. Azra Bašić / Alešević, родилась 22 июня 1959 года в Риеке) — военнослужащая ВС Хорватии (111-я Риекская пехотная бригада) и Хорватского совета обороны в годы гражданской войны в Югославии. Во время войны она также была надзирательницей в трёх лагерях и обвинялась в серии преступлений против узников этих лагерей, в том числе в пытках и убийствах пленных сербов в лагере Дервента. В 2006 году Интерпол выдал ордер на её арест, в 2011 году Башич была арестована в США. В Боснию и Герцеговину она была депортирована в 2016 году.

## Биография

### Семья
Азра Башич родилась 22 июня 1959 года в хорватском городе Риека на западе Хорватии. Её родители — уроженцы города Добой (ныне Босния и Герцеговина), в середине 1950-х годов уехали в Риеку на заработки. Отец — капитан дальнего плавания. Азра прожила до распада СФРЮ в Риеке и родила сына. После начала гражданской войны в Югославии она записалась добровольцем в хорватские военизированные формирования. Сын попал в плен и умер от сердечного приступа. 1 марта 1994 года Азра вступила во второй брак и вышла за Неджада Башича, уроженца Дервенты, развелась в 2005 году с ним в США.

### Война
Во время войны Азра Башич служила в Национальной гвардии Хорватии и вооружённых силах Хорватии в 111-й Риекской пехотной бригаде (ранее ошибочно заявлялось, что она служила в 108-й пехотной бригаде). В дальнейшем она была членом Хорватского совета обороны (ХВО). Некоторое время Башич была в плену у сербских военизированных формирований, но была освобождена и продолжила службу в регулярных войсках. 12 апреля 1992 года в Дервенте был образован первый лагерь для пленных сербских военных и гражданских лиц, располагавшийся в бывшем Доме Югославской народной армии. Охрану в лагере обеспечивали военнослужащие ХВО и Армии Республики БиГ. Имущество всех пленных было разграблено или сожжено; сами они регулярно подвергались пыткам и гибли от рук охранников лагеря. В основном пленниками были жители местечка Чардак, хотя встречались и уроженцы других общин Боснии и Герцеговины. Азра была надзирателем в одном из таких лагерей и постоянно носила в сапогах два ножа, а за свою жестокость получила прозвища «Кровавая Азра» и «Азра — два ножа».
Около 20 выживших узников лагеря Дервента сообщали различные подробности пыток и издевательств: в августе 1992 года Азра вырезала крест и четыре буквы С на лбу у пленного и затем перерезала ему ножом горло. По свидетельству узников Радоицы Гарича и Драгана Ковачевича, Башич однажды вечером зашла в барак, где было несколько десятков пленных, затем перерезала горло Благою Джурашу, схватила Гарича за волосы и заставила его пить кровь из раны Джураша (по другим данным, Башич ещё и избила Джураша, находившегося без сознания). Тем же ножом Гаричу она изрезала спину, а ещё одному узнику, Миле Кузмановичу, вырвала клещами ногти (он стал инвалидом и от последствий пережитого скончался в 2014 году). Пленник Лука Голуб сообщал, что даже бойцовская собака слизывала кровь с сапог Башич. В сентябре 1992 года, согласно показаниям Сретена Йовановича, Башич заставила одного из пленных пить бензин, избила его до полусмерти, а затем подожгла ему руки и лицо.
Также узники рассказывали и о других пытках: Азра Башич заставляла пленных слизывать кровь с полов, на которые было насыпано битое стекло, либо же заставляла пленных в обнажённом виде ложиться на битое стекло и садилась им на спину. Часто она использовала плоскогубцы, которыми сжимала половые органы пленных или вырывала уши. Лука Голуб также сообщал, что пленников заставляли есть горсти соли и металлические монеты, а самих часто избивали металлическими прутьями, электрическими кабелями и даже бросали горячие лампы им на тело. Некоторым узникам Башич вырывала зубы, которые обвязывала предварительно верёвками. Одному из пленников она отрубила половой орган за то, что он участвовал ранее в изнасиловании. Во время пыток и расправ она очень громко смеялась, и никто из пленных от страха не хотел ей смотреть в глаза.

### Эмиграция
После войны Азра Башич эмигрировала в США с мужем, осев в городе Рочестер штата Нью-Йорк, где скрыла свою истинную личность, представляясь всем как «средиземноморка Изабель Ковачевич». Она сменила множество работ, получив вскоре гражданство США. С 2006 года она проживала с американской парой Стивом и Люси Ломанами в городе Стэнтон в штате Кентукки (45 км от Лексингтона). Последним местом работы Башич была фабрика Nestlé в Маунт-Стерлинге, которая производила сэндвичи марки Hot Pockets; также Башич работала медсестрой в больнице Стэнтона. Американская семья Луис описывала Азру как добропорядочную женщину, которая, однако, начинала бредить или нести бессвязную речь, когда смотрела фильмы о войне; сосед Брайан Райс говорил, что она всегда с ним здоровалась при встрече; пожилая 88-летняя Генриетта Кирхнер, которая лечилась в больнице после перелома ноги, также положительно отзывалась о Башич за хорошее обращение. В США она сменила достаточно много адресов, чтобы не попасть за решётку. На вопросы о причинах приезда в США Башич почти не отвечала: только Джо Эпперсон из магазина по продаже сигарет однажды спросил её об этом, на что та уклончиво ответила, что прибыла из-за начавшейся войны.

### Арест
Боснийские власти после долгих расследований, анализа документов и показаний свидетелей официально в 2001 году выдвинули обвинения против Башич. Поиски Башич вели ФБР и Интерпол, найдя её в 2004 году и выдав через два года международный ордер на арест. В 2007 году в Федеральный верховный суд США была подана просьба правительства Боснии и Герцеговины об аресте Башич, но только после исследования дополнительных доказательств суд удовлетворил просьбу боснийцев. 15 марта 2011 года Азра Башич была арестована в Стэнтоне. Согласно документам федеральной полиции, также был арестован живший в одном доме с Башич 63-й Теодор Ломан, который хранил незарегистрированное огнестрельное оружие (несколько пистолетов и винтовок).
Прокурор США Джеймс Эрхарт объявил, что Башич предъявлены обвинения в совершении преступлений против человечности в 1990-е годы против сербских гражданских лиц. Мировой судья Роберт Уайер постановил арестовать Башич без права освобождения под залог. Прокуратура, изучая представленные материалы, обнаружила многочисленные нарушения Конвенции ООН против пыток, а федеральный маршал Лорен Карл заявила, что после обнародования «шокирующих причин» обвинений полиция была просто обязана арестовать Башич и «положить конец её уклонению от правосудия». Официально Башич инкриминировались убийство ударом ножом в шею в 1992 году пленного и многочисленные пытки над заключёнными.
18 марта Башич предстала перед судом Кентукки. Её адвокат Патрик Нэш пытался добиться отмены решения об экстрадиции в Боснию и Герцеговину и настаивал на незаконности ареста своей подзащитной. 22 августа решение об аресте было приостановлено по рекомендации Госдепа США до принятия окончательного решения судом высшей инстанции, но в 2016 году Башич окончательно была экстрадирована в Боснию и Герцеговину, где ей официально предъявили обвинения в преступлениях против человечности.

### Суд
28 декабря 2017 года Суд Боснии и Герцеговины приговорил Азру Башич к 14 годам тюрьмы за убийства и зверские пытки сербов во время гражданской войны в Югославии в 1992 году. 